# Comuna Liubopil, Lîmanskîi
Liubopil (în ucraineană Любопіль) este o comună în raionul Kominternivske, regiunea Odesa, Ucraina, formată din satele Liubopil (reședința) și Ranjeve.

## Demografie
Componența lingvistică a comunei Liubopil
     Ucraineană (91,38%)
     Rusă (4,97%)
     Română (1,88%)
     Bulgară (1,33%)
     Alte limbi (0,22%)
Conform recensământului din 2001, majoritatea populației comunei Liubopil era vorbitoare de ucraineană (91,38%), existând în minoritate și vorbitori de rusă (4,97%), română (1,88%) și bulgară (1,33%).